# Nick Bateman
Nicholas Kevin Stanley Yunge-Bateman, bardziej znany jako Nick Bateman (ur. 18 listopada 1986 w Burlington) – kanadyjski aktor, scenarzysta i producent filmowy, model.

## Życiorys

### Wczesne lata
Urodził się w Burlington. Kiedy miał cztery lata, jego matka zapisała go na zajęcia z karate Goju Ryu. W dzieciństwie był mistrzem kilku turniejów karate. Po ukończeniu Capilano University w Vancouverze, mając 20 lat opracował program treningowy karate i przez trzy lata prowadził szkołę karate.

### Kariera
Został dostrzeżony podczas Model Universe przez Calvina Kleina. Rozpoczął pracę jako model w Mediolanie, a także w Nowym Jorku i Miami. W 2011 zadebiutował w pełnometrażowym filmie Włóczęga ze strzelbą (Hobo with a Shotgun) u boku Rutgera Hauera i Gregory'ego Smitha oraz zagrał rolę Lance'a w siedmiu odcinkach serialu Oryginały (Originals). W 2014 roku był producentem i znalazł się w obsadzie dramatu sensacyjnego Smak zemsty (Tapped Out), gdzie wystąpili także Michael Biehn, Krzysztof Soszyński, Lyoto Machida i Anderson Silva, a premiera filmu miała miejsce w Scotiabank Theatre w Toronto.

## Wybrana filmografia

### Filmy fabularne
- 2011: Ethos (film krótkometrażowy) jako Nick
- 2011: Włóczęga ze strzelbą (Hobo with a Shotgun) jako Ivan / Rip
- 2014: Bang Bang Baby
- 2014: The Hazing Secret (TV) jako Mike
- 2014: Hidden in the Woods jako Chris (Hiker)
- 2015: Smak zemsty (Tapped Out) jako Matt Cockburn
- 2016: Jak to robią single (How to Be Single) jako aktor

### Seriale TV
- 2007: Just for Laughs jako Sideswipe Performer
- 2011: Originals jako Lance
- 2012: Space Janitors jako Jarok Zayne
- 2013: Pan D (Mr. D) jako Craig
- 2013: The Listener: Słyszący myśli (The Listener) jako Ian Furmanek